# باشگاه فوتبال سیراف کنگان
باشگاه فوتبال سیراف کنگان یک باشگاه فوتبال در بندر کنگان، ایران است.
این تیم توانسته‌است به مرحله یک شانزدهم نهایی جام حذفی فوتبال ایران ۹۷–۱۳۹۶ و یک‌هشتم نهایی جام حذفی فوتبال ایران ۹۸–۱۳۹۷ صعود کند.